# Hydrobiologie
Hydrobiologie (aus altgriechisch ὕδωρ hydor, deutsch ‚Wasser‘, ‚Gewässer‘, + Biologie) ist die Wissenschaft von den in Gewässern lebenden Organismen (Lebewesen), insbesondere, soweit ihre spezifischen biologischen Adaptionen von der Anpassung an den Lebensraum Wasser gekennzeichnet sind.

So sind beispielsweise die Anpassung der Planktonorganismen an das Schweben im freien Wasser sowie die Anpassung von Gewässerorganismen an das Nahrungsspektrum oder die Substratbedingungen im jeweiligen Gewässer Inhalte der Hydrobiologie. Aber auch methodische und technische Aspekte der Ökologie von Gewässerorganismen, z. B. im Rahmen der Abwasserreinigung, werden unter dem Begriff beschrieben.

Zumeist inkludiert der Begriff ausschließlich die Biologie von Organismen aus Binnengewässern (limnologische Organismen) und nur selten auch diejenige von Meeresorganismen (maritime Organismen).

## Begriffsentwicklung
Der Ausdruck Hydrobiologie war im 20. Jahrhundert sowohl wissenschaftlich wie auch umgangssprachlich verbreitet, wurde aber seit jeher unterschiedlich eng bzw. weit gefasst. Als Fachwort ist er heute am Schwinden. Lehrbücher, die „Hydrobiologie“ im Titel tragen, vermitteln zumeist Kenntnisse, die inhaltlich in den Bereich der heutigen Limnologie fallen, oder aber sie decken schwerpunktmäßig ein Spezialgebiet (z. B. Technische Hydrobiologie) ab.
Typische und (ehemals) verbreitete Lehr- und Methodenbücher waren u. a. diejenigen von Ernst Hentschel (1923), Sergei Sernow (1958), Arno Wetzel (1969), Otto Klee (1985), Dietrich Uhlmann (1988) und Jürgen Schwoerbel (1994).

### Aktueller Stand
Der Inhalt der Hydrobiologie in seiner aktuellen naturwissenschaftlichen Ausprägung – die vielfach besonders den ökosystemaren Ansatz der Biologie der Gewässersysteme betont – ist weitgehend durch das Fachgebiet der Limnologie vertreten, wenngleich einige Autoren weiterhin semantische Unterschiede zwischen den beiden Begriffen hervorheben und den Ausdruck Hydrobiologie (ggf. weiterhin) gezielt benutzen.

Ein Beispiel für den besagten Terminuswechsel ist die Umbenennung der im Jahre 1906 gegründeten internationalen wissenschaftlichen Fachzeitschrift Archiv für Hydrobiologie in Fundamental and Applied Limnology (engl., wörtlich: ‚Fundamentale und Angewandte Limnologie‘) zum 1. Januar 2007 (E. Schweizerbart’sche Verlagsbuchhandlung, Stuttgart).

## Klassische Lehr- und Methodenbücher der Hydrobiologie
- Ernst Hentschel: Grundzüge der Hydrobiologie. Gustav Fischer Verlag, Jena 1923.
- Sergej A. Sernov: Allgemeine Hydrobiologie. Deutscher Verlag der Wissenschaften, (Ost-)Berlin 1959.
- Arno Wetzel: Technische Hydrobiologie. Trink-, Brauch-, Abwasser. Gustav Fischer Verlag, Stuttgart 1969.
- Dietrich Uhlmann: Hydrobiologie. Ein Grundriss für Ingenieure und Naturwissenschaftler. 3. , überarb. Auflage, Gustav Fischer Verlag, Stuttgart 1988, ISBN 3-437-30580-8.
- Otto Klee: Angewandte Hydrobiologie. Trinkwasser, Abwasser, Gewässerschutz. 2. Auflage, Georg Thieme Verlag, Stuttgart 1991, ISBN 3-13-671702-3.
- Jürgen Schwoerbel: Methoden der Hydrobiologie. Süßwasserbiologie. 4. Auflage, Gustav Fischer Verlag, Stuttgart 1994, ISBN 3-8252-0979-2.